# Brasilocaenis
Brasilocaenis is een geslacht van haften (Ephemeroptera) uit de familie Caenidae.

## Soorten
Het geslacht Brasilocaenis omvat de volgende soorten:
- Brasilocaenis intermedia
- Brasilocaenis irmleri
- Brasilocaenis mendesi
- Brasilocaenis puthzi
- Brasilocaenis renata
- Brasilocaenis septentrionalis